# Aaron Burr
Aaron Burr (ur. 6 lutego 1756 w Newark, zm. 14 września 1836 w Staten Island) – amerykański polityk, trzeci wiceprezydent Stanów Zjednoczonych. Jego ojciec, także Aaron, był współzałożycielem Uniwersytetu Princeton. Dziadek ze strony matki  Jonathan Edwards był teologiem protestanckim.
Studiował teologię, jednak nie ukończył nauki i podjął studia prawnicze. Brał udział w wojnie o niepodległość, następnie praktykował jako prawnik w Nowym Jorku. Był współzałożycielem Partii Demokratyczno-Republikańskiej i bliskim współpracownikiem gubernatora stanu Nowy Jork George’a Clintona (późniejszego wiceprezydenta). Jako jeden z czołowych polityków stanu Nowy Jork został powołany na prokuratora generalnego stanu (1789–1791), a w latach 1791–1797 zasiadał w Senacie. Po porażce w staraniach o reelekcję do Senatu został członkiem zgromadzenia stanowego Nowego Jorku.
Kandydował na urząd prezydenta Stanów Zjednoczonych w wyborach w 1800 roku. Był bliski pokonania Thomasa Jeffersona, przegrał dopiero po serii dodatkowych głosowań w Izbie Reprezentantów. Objął tym samym stanowisko wiceprezydenta i zyskał uznanie jako obiektywny przewodniczący Senatu (funkcja z urzędu przypisana wiceprezydentom), czym wyznaczył praktykę dla następców. Podczas kadencji pozostawał jednak generalnie na uboczu polityki. Prezydent Jefferson miał mu za złe niedotrzymanie obietnic przedwyborczych (Burr kandydował w wyborach na wiceprezydenta, ujawniając wyższe ambicje dopiero wobec szansy na zwycięstwo).
Burr nie zdecydował się także rywalizować w kolejnych wyborach prezydenckich, wysuwając swoją kandydaturę na gubernatora stanu Nowy Jork. Kampania zakończyła się niepowodzeniem. Wśród osób, które przyczyniły się do porażki Burra, był jego odwieczny rywal w polityce nowojorskiej (a także w praktyce sądowej), Alexander Hamilton. Burr wyzwał rywala na pojedynek i ranił go śmiertelnie 11 lipca 1804. Był później formalnie oskarżony o morderstwo, ale do procesu nigdy nie doszło. Zdołał także ukończyć bez zakłóceń kadencję na stanowisku wiceprezydenta w marcu 1805.
W 1807 Burr został oskarżony o zdradę państwa. Zarzucono mu przygotowanie separacji kilku stanów i próbę utworzenia nowego państwa na wschodzie (razem z Jonathanem Daytonem i Harmanem Blennerhassettem). Sprawa zakończyła się uniewinnieniem. W 1808 Burr wyjechał na kilka lat do Europy, po powrocie do USA (1812) ponownie pracował jako prawnik. W ostatnich latach życia w spekulacjach handlowych utracił majątek swojej trzeciej żony.
W czasie kampanii prezydenckiej w 1836 przeciwnicy polityczni przyszłego prezydenta, Martina Van Burena, rozgłaszali plotki, że jest dzieckiem nieślubnym.